# 桃園捷運
桃園都會區大眾捷運系統，簡稱桃園捷運、桃捷，是服務臺北都會區和桃園都會區的大眾捷運系統及臺灣桃園國際機場的機場聯絡軌道系統，路網範圍涵蓋臺北市、新北市和桃園市共三座城市，為臺灣第三座投入營運的捷運系統。
桃園捷運的規劃於1989年即展開，因種種因素延宕至2006年才得以開始建造。興建工作由交通部鐵道局、臺北市政府捷運工程局、桃園市政府捷運工程局共同承擔，營運則由桃園市政府、新北市政府、臺北市政府合資成立的桃園捷運公司負責。首條路線機場線歷經六次延宕後，最終於2017年2月2日起試營運、並在同年3月2日正式營運。

## 歷史

### 緣起

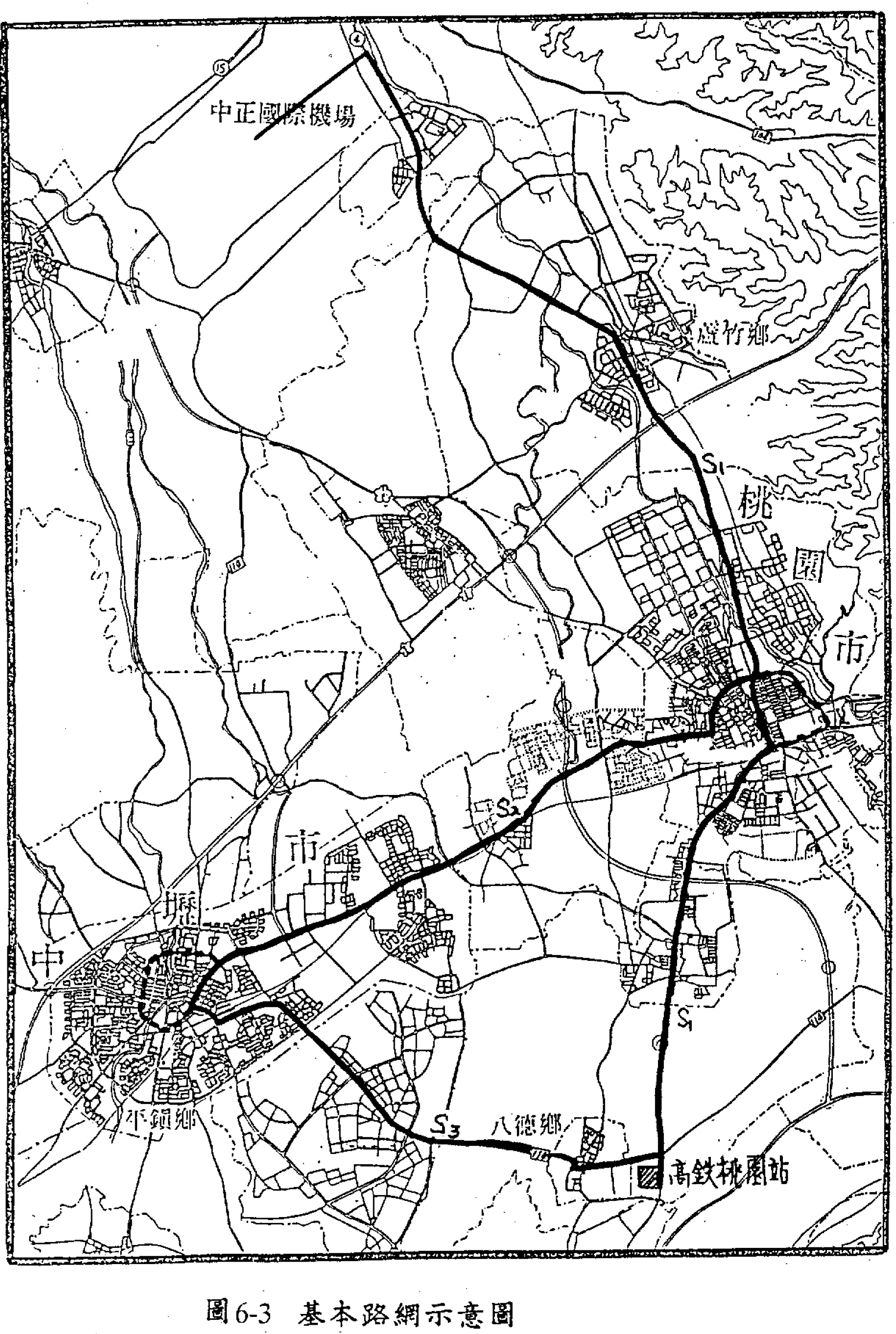
交通部運輸研究所的桃園都會區大眾捷運系統可行性研究基本路網規畫圖

1989年10月，交通部運輸研究所著手展開對桃園都會區大眾捷運系統的規畫，並於1990年年6月完成「桃園都會區大眾捷運系統可行性研究」。當時在「桃園都會區大眾捷運系統可行性研究」一案中:All，人口成長趨勢的因素被納入評估項目的其中之一，認為桃園都會區有捷運興建的需求，故規畫了以S1（起自原規畫位於八德鄉的高鐵桃園站，經桃園市、蘆竹鄉抵中正國際機場）、S2（起自桃園市，沿台一線往南延伸至中壢市）和S3（起自中壢市，終於原規畫位於八德鄉的高鐵桃園站）等三條路線變化之甲案、甲案替代線、乙案、乙案替代線、丙案等五個路網方案:II:04，其中丙案因評估結果不如其它，於「桃園都會區大眾捷運系統可行性研究」中便遭到取消，而其它方案則列入後續評估:II。
桃園都會區大眾捷運系統在交通部運輸研究所的規畫中，擬以中運量等級的系統新建，評估甲案、甲案替代線、乙案及乙案替代線等各方案分別約需296.3、304.3、461.6及487.1億興建，並於最後認為桃園都會區大眾捷運系統採甲案替代線為最佳，進入後續規畫，並假定桃園都會區大眾捷運系統於1992年動工、2000年竣工。:III~V
| 1990年交通部運輸研究所所規畫的桃園捷運路網:II:189~198 |                                    |        |      |        |
| 路線                                                  | 行經                               | 設站數 | 長度 | 路網圖 |
| 甲案                                                  |                                    |        |      |        |
| S1線                                                  | 八德鄉（高鐵桃園站）－中正國際機場 | 21     | 23.6 |        |
| 甲案替代線                                            |                                    |        |      |        |
| S1線（替代線）                                        | 八德鄉（高鐵桃園站）－中正國際機場 | 21     | 24.9 |        |
| 乙案                                                  |                                    |        |      |        |
| S1線                                                  | 八德鄉（高鐵桃園站）－中正國際機場 | 21     | 23.6 |        |
| S2線                                                  | 桃園市－中壢車站                   | 13     | 11.5 |        |
| 乙案替代線                                            |                                    |        |      |        |
| S1線（替代線）                                        | 八德鄉（高鐵桃園站）－中正國際機場 | 21     | 24.9 |        |
| S2線（替代線）                                        | 桃園市－中壢車站                   | 15     | 12.7 |        |
| 丙案                                                  |                                    |        |      |        |
| S1線                                                  | 八德鄉（高鐵桃園站）－中正國際機場 | 21     | 23.6 |        |
| S2線                                                  | 桃園市－中壢車站                   | 13     | 11.5 |        |
| S3線                                                  | 中壢車站－八德鄉                   | 5      | 8.8  |        |

### 1990年－2006年

#### 接續評估

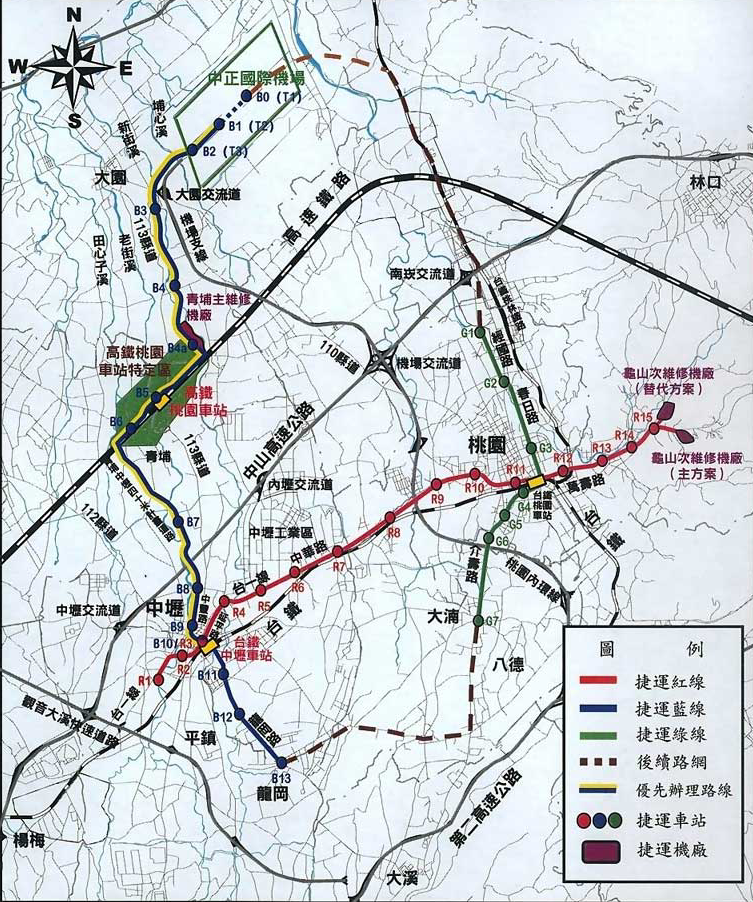
臺灣省政府住宅及都市發展局於1993年規畫的桃園都會區大眾捷運系統路網。

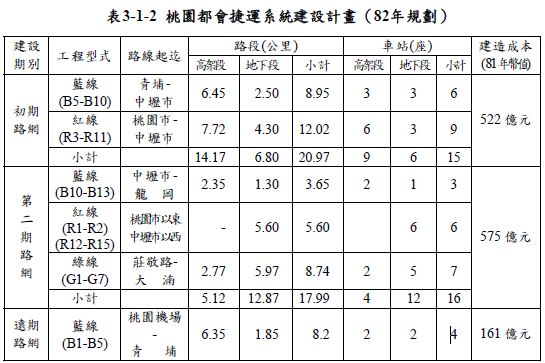
1993年規畫的桃園都會區大眾捷運系統路網分期方案。

1990年12月29日，行政院《台(七十九)交字第三九五一九號令》核准下，中華民國政府開始辦理桃園都會區及其他三個台灣省省轄都會區大眾捷運系統的規畫，而同日臺灣省政府也於其住宅與都市發展局下成立捷運工程處，各項規畫與建設工作如火如荼的展開。1993年3月，臺灣省政府住宅及都市發展局完成「桃園都會區捷運系統規劃」，建議在桃園縣新建一由藍、紅、綠三線所組成「H」形路網的大眾捷運系統，規畫藍線起自中正國際機場、迄於高鐵桃園站，全長20.8公里，紅線則自中壢市環南路口一路銜接至內壢車站，與台鐵完全平行，全長17.62公里，而綠線則由桃園市莊敬路口一路至桃園車站，全長8.47公里。臺灣省政府住宅及都市發展局規畫，三線組成共47.16公里，總預算約1258億元，分初期、第二期、遠期等三期路網，預定初期路網於2003年通車、第二期路網於2013年通車:3-3~3-6。

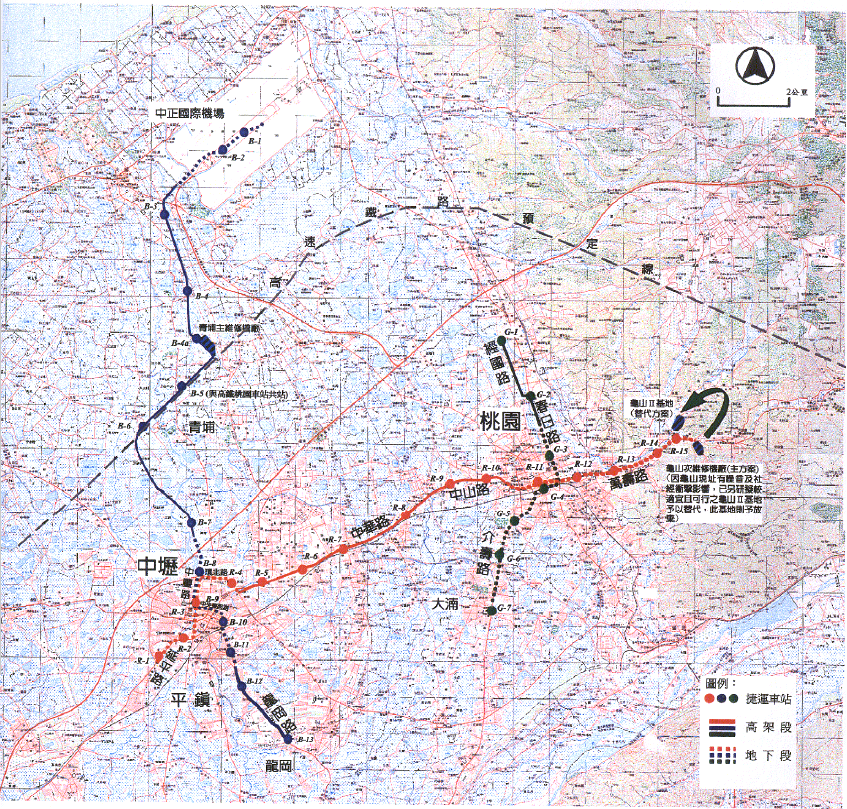
由交通部高速鐵路工程局於2000年規畫完成的桃園都會區大眾捷運系統

1998年，中華民國實施精省政策，交通部高速鐵路工程局於1999年接辦原先臺灣省政府負責的捷運系統與捷運建設規畫業務，於2000年完成《桃園都會區大眾捷運系統規劃報告》，桃園都會區大眾捷運系統系統規畫由藍線、紅線及綠線組成。藍線計畫自中正國際機場往東南方延伸22.25公里至龍岡地區，設十四站；紅線計畫自平鎮市往北延伸至龜山鄉，新建17.62公里之大眾捷運系統，設15站；綠線計畫自桃園市向東南方延伸8.74公里至八德市，設七站，合計48.61公里、36站，並分別於B4b站（今青埔地區）、R15（今龜山區境內）設青埔機廠及龜山機廠，由此三線構築桃園都會區大眾捷運系統前期路網。
桃園都會區大眾捷運系統規劃平均營運速率為45公里，每小時單向運能約9300人次，採鋼輪鋼軌小斷面捷運系統，預計投入約1240億元興建，中華民國政府預估出資百分之四十八至四十九，並規劃於2008年動工、2014年完工，工期6年。然而，自2000年7月14日由行政院環境保護署通過環境影響評估後，便因桃園縣的道路條件及經費問題遲未有進展:1-1。
2002年8月15日，交通部高速鐵路工程局以「民間參與桃園捷運優先辦理路線可行性研究」為名將擬優先辦理之藍線報交通部審查，總統陳水扁在同月28日指示將該路線列為全國繼高雄捷運後最優先興建之捷運路線，而後，交通部高速鐵路工程局依交通部意見於2002年11月29日將原案更名為「中正國際機場至桃園都會區（含高鐵桃園站聯外）軌道系統可行性研究」，同時考量自償率低，儘管行政院已宣示公共建設優先以民間興建營運後轉移模式興建，仍以政府投資自建及民間興建營運後轉移兩方案並陳交通部審核，惟在自償率低、公務預算不足情況下，遭到行政院退回，形成困局。直至2003年5月24日，總統陳水扁親自拍板定案，始確立由政府自建的興建模式，行政院9月9日核定此案，並指出應考量中正國際機場聯外捷運系統之興建優先順序、經費安排及運轉系統，建議將該案併入中正機場捷運辦理，此後，交通部高速鐵路工程局即依建議，將該案的部分路段併入「臺灣桃園國際機場聯外捷運系統建設計畫」繼續推動。
在交通部高速鐵路工程局推動期間，桃園縣政府也自行委託中華大學交通管理學系完成《桃園縣輕軌運輸系統可行性評估》，針對交通部高速鐵路工程局所規劃的桃園都會區大眾捷運系統紅、藍兩線進行進一步分析，桃園縣政府規劃的路線其中，紅線自平鎮市起經台一線、中壢市與桃園市市區道路止於龜山鄉；藍線則利用縣道112號佈設，由龍岡圓環起，以中正國際機場為終點，兩線總長約39.8公里，設28站，採鋼輪鋼軌建置，為一平面段採B型路權、交叉口採號誌控制優先通過的輕軌運輸系統，平均營運速率為25公里，預估總建造成本約190億元，自償率則約153.6%。桃園縣政府預估，桃園縣輕軌運輸系統約需3年興建，然而，在此之後，該案也如同交通部高速鐵路工程局的規劃不了了之。

#### 中正機場捷運
1996年，基於發展中正國際機場為亞太空運轉運中心的目標，中華民國政府決定推動中正國際機場至臺北的大眾捷運系統興建，考量國家支出日益增長、財政負擔逐漸增加，中華民國政府決定以民間興建營運後轉移模式進行開發。1996年8月10日，行政院決定將該案列為「以BOT方式推動國內公共建設」的二十二項計畫之一。1996年10月30日，政府公告徵求民間投資「中正國際機場聯外捷運系統」，主要投資條件為以台北、中正國際機場為端點，單向行車時間四十分鐘內；由於當時房地產景氣尚佳，因此沿線的土地開發也成為誘因之一，至少有5家廠商提出申請，期間主管機關也自原本的台灣省政府住宅及都市發展處改由交通部高速鐵路工程局辦理；1998年5月26日由「中正國際機場捷運甄審委員會」擇定長生國際開發股份有限公司籌備處為中正國際機場捷運最優申請者，取得30年特許經營權，隨後於1998年7月2日簽署籌備合約，並於8月1日正式成立「長生國際開發股份有限公司」，隨後行政院也於1999年決定將該案核列為「重大建設計畫」加速推動。
中正機場捷運規畫路線為臺北車站至中正國際機場，全長約35公里，採用膠輪系統。中正機場捷運1997年規畫建置總經費約600億元、2012年規畫建置總經費2,300億餘元，由日商三菱重工負責建置機電系統。1997年爆發金融風暴後，臺灣房地產市場也一路下滑，中正機場捷運遲遲無法動工，加上長生公司背後的長億集團也爆發嚴重的財務危機，大大影響計畫進行，因此「中正國際機場捷運甄審委員會」於2002年12月19日下達最後通牒，要求長生公司於2002年12月31日前完成興建營運合約的簽訂，然而長生公司仍然無法完成區段徵收開發計畫的核定、興建營運合約草案之協商、並取得融資協議、增資至50億元以上、備妥履約保證金，隨後，交通部高速鐵路工程局局長何煖軒於2002年12月21日召開記者會宣布「長生公司未能於2002年12月31日前與交通部完成本計畫合約之簽訂，依照本計畫甄審委員會審議結論，長生公司已喪失最優申請人資格」。
2002年12月19日，交通部次長召開「中正機場捷運建設計畫甄審委員會第14次會議」，達成終止議約的共識，交通部高速鐵路工程局局長何煖軒於2002年12月21日召開記者會表示「長生公司未能於2002年12月31日前與交通部完成本計畫合約之簽訂，依照本計畫甄審委員會審議結論，長生公司已喪失最優申請人資格」，民間興建營運後轉移案宣告失敗，長生公司亦於2003年解散。原交通部有意尋求當初取得第2優先權的中華工程公司接手，然而臺北縣政府要求沿用長生線方案，中華工程則堅持採用當初自行規畫、與高速公路平行且中途設站較少的路線，加上受到地方政治、既得利益團體的壓力，中華工程最終放棄承接。長生公司解散同年，政府即決定收回民間興建營運後移轉權限，改以公務預算自行籌劃興建，並改稱桃園國際機場捷運，於2006年動工。
而事後檢討時認為，包括長生公司所提的路線方案執行困難、政府前置作業未臻完善、政府招標時忽略融資問題的重要性、未釐清法律障礙、未做於招標前完成工程規劃、雙方協商時的態度及經濟不景氣等，都是中正國際機場捷運失敗的主因。

### 2006年－2014年

#### 路網重擬

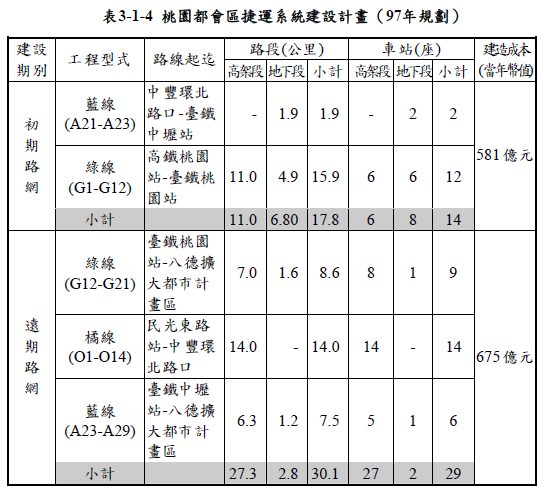
2006年規畫的桃園都會區大眾捷運系統路網分期方式。

2006年，為滿足地方發展需要:1-1~1-2，在桃園縣縣長朱立倫的指示下:1-1，桃園縣政府委託林同棪工程顧問公司進行辦理「桃園都會區捷運系統路線可行性研究及工程規劃」，重新啟動大眾捷運路網的規畫，規畫桃園捷運由藍線、綠線與橘線等三條路線組成，其中藍線以併入機場線施作的優先段為基礎，自桃園縣中壢市環北路一路南行，與中壢車站交會，並續行至八德市與綠線相交，長9.2公里，設9站；橘線則自桃園市民光東路與桃林鐵路的交界處，一路西行跨越國道二號，止於中豐路處，長14公里，設14站；綠線則起自高鐵桃園站，沿台31線以高架方式東行，並多次轉折，跨越中山高速公路，以地下方式與桃園車站交會，並於此後跨越國道二號，進入八德市與藍線銜接，長24.6公里，設21站:3-8~3-9:ALL。
林同棪公司評估，桃園都會區大眾捷運系統全路網以藍線的環北站至中壢車站段、綠線高鐵桃園站至桃園車站二段為初期路網，分別為1.9公里、2站及15.9公里、12站共17.8公里、設14站，預算約581億元，而剩餘的路段則列為遠期路網，由綠線後續路段、藍線後續路段與橘線組成，總長約30.1公里、設29站，預算約675億元，全路網組成共需約1256億預算，全長約47.9公里，初期路網預計於2018年展開營運、遠期路網預計於2028年通車。:3-11~3-12:ALL
原先曾在交通部高速鐵路工程局主責時所提出的桃園捷運紅線，則因該線於2007年時受桃園鐵路高架化影響終止規畫所以並未納入林同棪公司的報告中。:2-7:附27-3
2007年12月，桃園縣政府再委託臺北市政府捷運工程局辦理「桃園都會區大眾捷運系統路網評估暨分期發展計畫」，希望藉此建立整體路網架構及各線之服務路廊，其中綠線經評估後，臺北市政府捷運工程局建議桃園縣政府將其列為最優先推動的路線，在「桃園都會區大眾捷運系統路網評估暨分期發展計畫」的評估完成後，也建立其後機場線、藍線、綠線、橘線及棕線之規畫基礎。
2011年11月，在桃園縣政府的推動下，行政院核定桃園捷運綠線的可行性研究，其環境影響評估也2014年7月獲得行政院環境保護署審定，為綜合規畫的核定奠下了基礎。而在2008年，交通部高速鐵路工程局所主導的桃園國際機場捷運中壢延伸段的綜合規畫也獲得行政院核定。

#### 公車捷運
在2005年10月桃林鐵路再利用試營運開始後，2006年，桃園縣長朱立倫裁定要求評估於桃林鐵路興建公車捷運系統之可行性，隨後桃園縣政府交通局委託臺灣世曦工程顧問股份有限公司進行評估。
公車捷運路線在符合路線功能定位、用地取得單純容易及服務地方促進發展等前提下，考量串接現有桃園車站、桃園國際機場捷運車站，並針對既有發展或計畫潛力區增設車站，規畫路線以既有桃林鐵路路線為主，避免徵收拆遷，運用公車捷運系統特性、順應環境彈性布設不同路權形式。初步規畫起站為桃園車站，訖站為桃園國際機場捷運之山鼻站。全線規畫除桃林鐵路原有5個車站外，另增設7站共12站，稱「桃園林口線」或「BRT棕線」。
除此之外，桃園縣政府還曾規畫「觀音線」（中壢－新坡－觀音）、「新屋線」（中壢－過嶺－新屋）、「大溪線」（八德－大溪）、「龍潭線」（平鎮－龍潭）、「大桃科線」（大園－草漯－觀音）、「龜山林口線」（龜山－林口）等路線，串連當時各鄉鎮市的運輸系統。
桃園縣縣長朱立倫於2009年轉任行政院副院長，吳志揚繼任縣長後隨即針對公車捷運進行重新評估，重新評估後，建議改以公車專用道、中運量輕軌系統或自行車道取代了桃林鐵路的原規畫，而其他路線則停止規畫。

#### 營運機構選定
2007年2月24日，針對桃園國際機場捷運的營運問題，中華民國交通部初步規畫交由交通部台灣鐵路管理局負責，3月15日，交通部考量台北市政府捷運工程局要求須將產權登記於其名下及台灣鐵路管理局轉型問題，初步決定由台灣鐵路管理局負責營運，交通部台灣鐵路管理局局長陳峰男表示有意願也有能力接手營運，然而，交通部高速鐵路工程局副局長許俊逸則說，由交通部台灣鐵路管理局經營是現階段規劃方向，未來不排除有其他競爭者出現，同年7月10日，交通部決定由台灣鐵路管理局成立捷運處負責桃園國際機場捷運的營運。
2008年，馬英九接任中華民國總統後，針對桃園國際機場捷運的營運機構辦理重新評估，2009年2月，桃園縣政府正式表達經營的意願，至此已經有台北市政府、台灣鐵路管理局、桃園縣政府三單位爭取。2009年5月8日，交通部高鐵局表示，在適法性的考量下，台灣鐵路管理局確定出局，並要求台北市政府及桃園縣政府提出更詳盡的規畫報告。
2009年9月4日，交通部高速鐵路工程局副局長陳正楷表示，由於台北市政府要求營運補貼、台北縣政府無意經營，決定將桃園國際機場捷運交由桃園縣政府營運，而其後桃園縣政府也邀請台北市政府入股其所成立的捷運公司，2010年7月6日，由台北市政府、桃園縣政府、台北縣政府三方按路線比例出資的桃園捷運公司宣告成立。

### 2014年－至今
桃園縣依《地方自治法》升格直轄市後，2015年2月25日，桃園市長鄭文燦於「桃園市政府第8次市政會議」通過桃園市政府人事處提案，籌設「桃園市政府捷運工程處」，該處並於同年4月1日成立。
在桃園市政府捷運工程處接辦捷運業務後，全長約27.8公里、設21座車站的綠線於2016年4月20日獲得行政院核定，開啟桃園市政府自行建造捷運系統的新猷。為推動綠線的興建，桃園市政府於2016年7月25日決定由亞新工程顧問、中興工程顧問兩家公司所組成的團隊擔任桃園捷運綠線的專案管理顧問，協助辦理桃園捷運綠線的後續規畫、監造作業，並於11月24日正式簽約，於2018年10月15日開始該線工程。

#### 2.0路網
2020年7月6日至7月7日，桃園市政府捷運工程局在桃園區及平鎮區兩地舉辦地方說明會，發布桃園捷運2.0路網。該路網新增了11條全新路線，預計於年底送交通部審查。

## 路線
| 第一階段路網                 | 第一階段路網       | 第一階段路網   | 第一階段路網           | 第一階段路網 | 第一階段路網 | 第一階段路網   | 第一階段路網           | 第一階段路網      |
| ---------------------------- | ------------------ | -------------- | ---------------------- | ------------ | ------------ | -------------- | ---------------------- | ----------------- |
| 桃園捷運的第一階段路網規劃。 |                    |                |                        |              |              |                |                        |                   |
| 路線                         | 路線               | 路線           | 區間                   | 長度         | 長度         | 現況           | 系統                   | 機廠              |
|                              | 機場線             | 主線           | 臺北車站－環北         | 51.03        | 53.09        | 營運中         | 鋼輪鋼軌系統（高運量） | 蘆竹機廠 青埔機廠 |
| 中壢延伸線                   | 環北－老街溪       | 0.92           |                        |              | 53.09        | 營運中         | 鋼輪鋼軌系統（高運量） | 蘆竹機廠 青埔機廠 |
| 中壢延伸線                   | 老街溪－中壢車站   | 1.14           | 興建中                 |              | 53.09        |                | 鋼輪鋼軌系統（高運量） | 蘆竹機廠 青埔機廠 |
|                              | 綠線               | 主線           | 建德興豐－坑口         | 27.8         | 35           | 興建中         | 鋼輪鋼軌系統（中運量） | 北機廠 南機廠     |
| 航空城支線                   | 水尾－橫山         |                |                        | 27.8         | 35           | 興建中         | 鋼輪鋼軌系統（中運量） | 北機廠 南機廠     |
| 中壢延伸線                   | 建德興豐－中壢車站 | 7.2            | 招標中                 |              | 35           |                | 鋼輪鋼軌系統（中運量） | 北機廠 南機廠     |
|                              | 棕線               | 主線           | 桃園車站－迴龍         | 11.38        | 11.38        | 招標中         | 鋼輪鋼軌系統（中運量） | 北機廠            |
| 第二階段路網                 |                    |                |                        |              |              |                |                        |                   |
| 桃園捷運的第二階段路網規劃。 |                    |                |                        |              |              |                |                        |                   |
| 路線                         | 路線               | 路線           | 區間                   | 長度         | 長度         | 現況           | 系統                   | 機廠              |
|                              | 綠線               | 大溪延伸線     | 建德興豐－大溪行政園區 | 7.9          | 7.9          | 啟動可行性研究 | 鋼輪鋼軌系統（中運量） | 北機廠 南機廠     |
|                              | 棕線               | 市區延伸線     | 桃園車站－中路         | 3.9          | 3.9          | 路網規劃中     | 鋼輪鋼軌系統（中運量） | 北機廠            |
|                              | 橘線               | 桃園中壢平鎮線 | 桃園巨蛋－龍潭轉運站   | 21           | 29           | 啟動可行性研究 | 鋼輪鋼軌系統（中運量） |                   |
| 平鎮龍潭線                   | 橘線               | 8              | 桃園巨蛋－龍潭轉運站   |              | 29           | 啟動可行性研究 | 鋼輪鋼軌系統（中運量） |                   |
|                              | 淺棕線             | 桃園蘆竹竹圍線 | 大檜溪－竹圍漁港       | 13.5         | 33           | 路網規劃中     | 輕軌運輸系統（低運量） |                   |
| 航空城線                     | 淺棕線             | 坑口－大園     | 10                     |              | 33           | 路網規劃中     | 輕軌運輸系統（低運量） |                   |
| 大園觀音線                   | 淺棕線             | 大園－草漯     | 9.5                    |              | 33           | 路網規劃中     | 輕軌運輸系統（低運量） |                   |
|                              | 銀線               | 銀線           | 未定                   | 16           | 16           | 啟動可行性研究 | 輕軌運輸系統（低運量） |                   |
|                              | 青線               | 青線           | 桃園車站－高鐵桃園站   | 15           | 15           | 啟動可行性研究 | 輕軌運輸系統（低運量） |                   |
|                              | 黃線               | 黃線           | 老街溪－頭洲           | 9.2          | 9.2          | 路網規劃中     | 輕軌運輸系統（低運量） |                   |
|                              | 淺綠線             | 淺綠線         | 中壢工業區－楊梅車站   | 17.1         | 17.1         | 路網規劃中     | 輕軌運輸系統（低運量） |                   |

### 第一階段
桃園捷運第一階段路網由3條主線（機場線、綠線、棕線）與2條延伸線（機場線中壢延伸線、綠線中壢延伸線）組成，再加上臺鐵捷運化桃園段以及新北捷運三鶯線桃園八德段即構成桃園捷運路網的6條核心路線。除了已經通車的機場線外，目前僅有機場線中壢延伸線、綠線進入了施工階段。

### 第二階段
桃園捷運第二階段路網以「三心六線」為主架構，以三角蛛型路網延伸規劃，增加11條路線，包括綠線大溪延伸線、棕線市區延伸段、橘線（桃園中壢平鎮線、平鎮龍潭線）、青線、淺棕線（桃園蘆竹竹圍線、航空城線、大園觀音線）、林口龜山線、中壢新屋線、內壢宋屋楊梅線。其中橘線、綠線大溪延伸線與棕線市區延伸線採中運量系統規劃，其餘路線則以輕軌運輸系統規劃。2022年5月6日第二階段路網獲交通部備查
。第二階段路線中，綠線大溪延伸線、橘線、銀線、青線已經展開可行性研究，其餘路線尚在初步構想階段。

### 路網
| 第一階段行經行政區 |                                                                                                |
| 城市               | 行政區                                                                                         |
| 臺北市             | 中正區                                                                                         |
| 新北市             | 三重區、新莊區、泰山區、林口區、鶯歌區                                                         |
| 桃園市             | 蘆竹區、大園區、中壢區、龜山區、八德區、桃園區、平鎮區                                         |
| 第二階段行經行政區 |                                                                                                |
| 城市               | 行政區                                                                                         |
| 新北市             | 林口區                                                                                         |
| 桃園市             | 平鎮區、中壢區、桃園區、蘆竹區、龜山區、大溪區、龍潭區、新屋區、觀音區、大園區、楊梅區、八德區 |

### 建設
桃園捷運路線的興建與規劃由桃園市政府捷運工程局負責。機場線由交通部鐵道局興建，然而因臺北市政府建議於「三重至臺北段」採用地下化形式興建，同時表示願意接辦該路段工程，交通部遂於2004年10月6日決議由臺北市政府代辦該段工程。至此桃園捷運共由桃園市政府捷運工程局、交通部鐵道局、臺北市政府捷運工程局三個跨及中央、地方政府的機關共同興建:5。

#### 建設經費
| 桃園都會區大眾捷運系統主要建設經費編列情形 |                        |                      |                      |              |
| 路線                                       | 區間                   | 中央政府預算（億元） | 地方政府預算（億元） | 合計（億元） |
| 機場線                                     | 臺北車站－環北         | 1,138.5              | 0                    | 1,138.5      |
| 機場線                                     | 環北－中壢車站         | 102.345              | 70.675               | 173.02       |
| 機場線                                     | 機場第三航廈           | 52.94                | 0                    | 52.94        |
| 綠線                                       | 建德興豐－坑口         | 397.44               | 585.2                | 982.64       |
| 綠線                                       | 水尾－橫山             | 397.44               | 585.2                | 982.64       |
| 綠線                                       | 建德興豐－中壢車站     | 209.46               | 152.13               | 361.59       |
| 綠線                                       | 建德興豐－大溪行政園區 |                      |                      |              |
| 棕線                                       | 桃園車站－迴龍         | 238.42               | 218.07               | 456.49       |

### 預定時程與進度
| 桃園都會區大眾捷運系統各線主要作業完成時程 |                        |                          |                  |                        |                |               |
| 路線                                       | 區段                   | 行政院核定可行性研究報告 | 環境影響評估審定 | 行政院核定綜合規劃報告 | 動工           | 通車          |
| 機場線                                     | 臺北車站－環北         | 2004年3月9日             | 2004年4月28日    | 2004年3月9日           | 2006年2月27日  | 2017年3月2日  |
| 機場線                                     | 環北－老街溪           | 2007年12月24日           | 2001年1月16日    | 2010年4月15日          | 2013年12月28日 | 2023年7月31日 |
| 機場線                                     | 老街溪－中壢車站       | 2007年12月24日           | 2001年1月16日    | 2010年4月15日          | 2013年12月28日 |               |
| 綠線                                       | 藝文特區－坑口         | 2011年8月26日            | 2014年7月16日    | 2016年4月20日          | 2018年10月15日 |               |
| 綠線                                       | 景福宮－藝文特區       | 2011年8月26日            | 2014年7月16日    | 2016年4月20日          | 2018年10月15日 |               |
| 綠線                                       | 建德興豐－景福宮       | 2011年8月26日            | 2014年7月16日    | 2016年4月20日          | 2018年10月15日 |               |
| 綠線                                       | 水尾－橫山             | 2011年8月26日            | 2014年7月16日    | 2016年4月20日          | 2018年10月15日 |               |
| 綠線                                       | 建德興豐－中壢車站     | 2020年2月15日            | 2022年12月14日   | 2023年12月29日         |                |               |
| 綠線                                       | 建德興豐－大溪行政園區 |                          |                  |                        |                |               |
| 棕線                                       | 桃園車站－迴龍         | 2018年5月1日             | 2022年10月12日   | 2024年3月1日           |                |               |

| 預定通車時間 | 路線   | 主辦機關             | 區間             | 預定進度 | 實際進度 | 相較進度  | 備註 |
| ------------ | ------ | -------------------- | ---------------- | -------- | -------- | --------- | ---- |
| 2025年12月   | 機場線 | 交通部鐵道局         | 機場第三航廈     | 66.00%   | 65.30%   | 落後0.70% |      |
| 2029年7月    | 機場線 | 交通部鐵道局         | 老街溪－中壢車站 | 84.24%   | 84.59%   | 超前0.35% |      |
| 2026年8月    | 綠線   | 桃園市政府捷運工程局 | 藝文特區－坑口   | 不適用   | 62.86%   | 不適用    |      |
| 2028年12月   | 綠線   | 桃園市政府捷運工程局 | 景福宮－藝文特區 | 不適用   | 62.86%   | 不適用    |      |
| 2030年12月   | 綠線   | 桃園市政府捷運工程局 | 建德興豐－景福宮 | 不適用   | 62.86%   | 不適用    |      |
| 2031年       | 綠線   | 桃園市政府捷運工程局 | 水尾－橫山       | 00.00%   | 00.00%   | 相等      |      |

## 營運及服務

### 營運機構

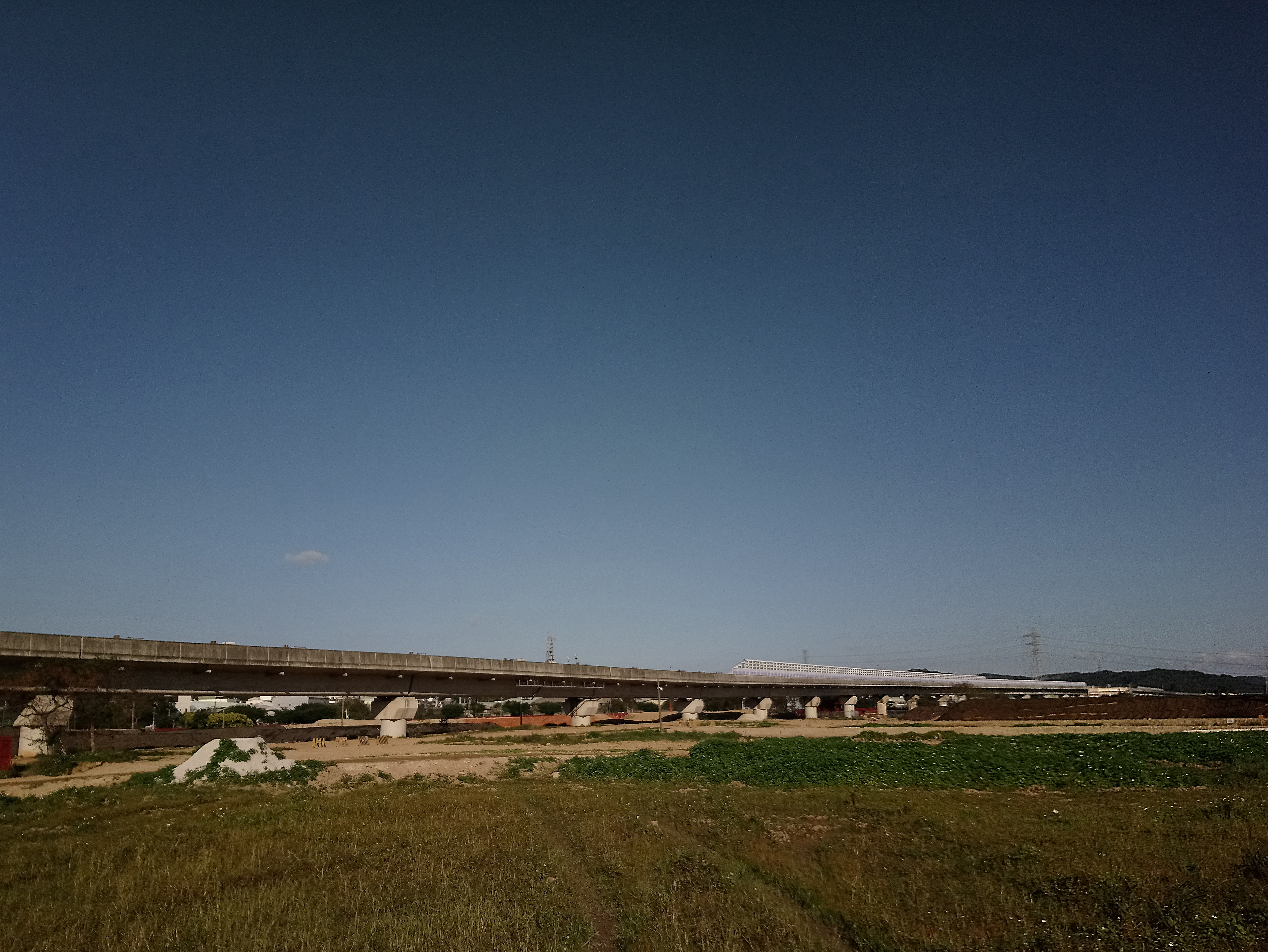
山鼻站～林口站間的路線。

原先交通部敲定桃園捷運的首條路線桃園機場捷運由臺灣鐵路管理局成立「交通部臺灣鐵路管理局桃園機場捷運營運處」營運，然後後續中華民國政府針對桃園捷運的經營機構重啟評估。2009年7月13日，「桃園大眾捷運股份有限公司籌備處」成立，交通部並於2009年9月1日指定桃園縣政府為桃園國際機場捷運的地方主管機關，2010年7月6日，桃園縣政府、新北市政府及臺北市政府三方合資的「桃園大眾捷運股份有限公司」始成立，負責機場線及其他桃園捷運路線營運。

### 車站

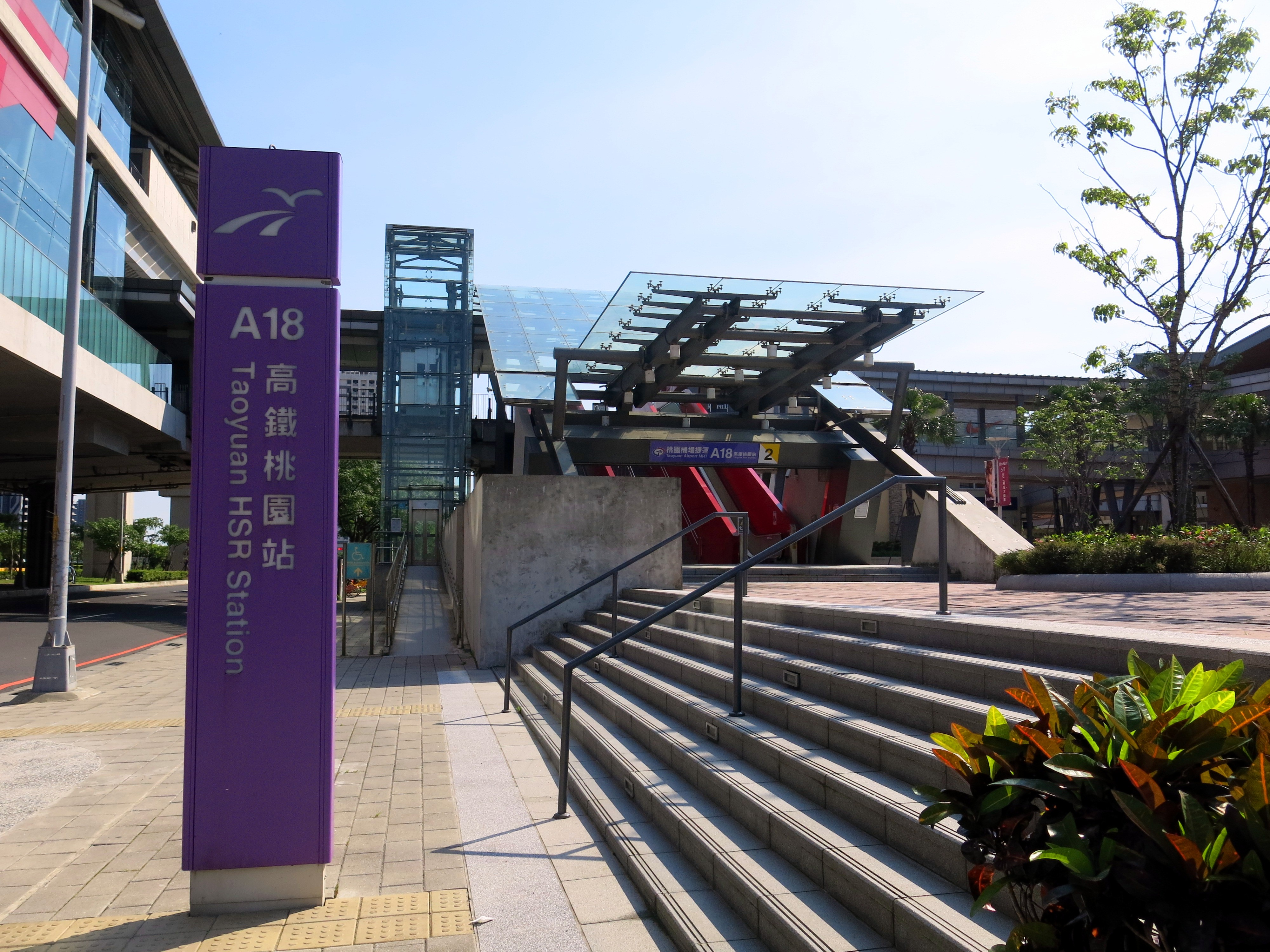
高鐵桃園站

#### 命名
桃園捷運的路線中，目前已定名者為機場線及綠線，其主要命名原則為根據所在地現有地名、舊有地名、街道、名勝、古蹟、地標、建物及特殊意義命名，但不限於此，如台北車站即依據既有轉乘站的名稱命名、桃園國際機場範圍內的即交由交通部民用航空局依所在航廈的位置提供建議名稱。

#### 月台

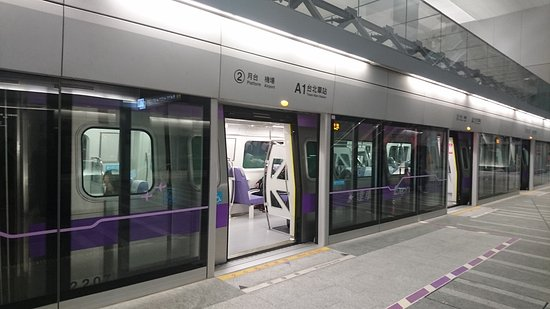
臺北車站的全高式月台門

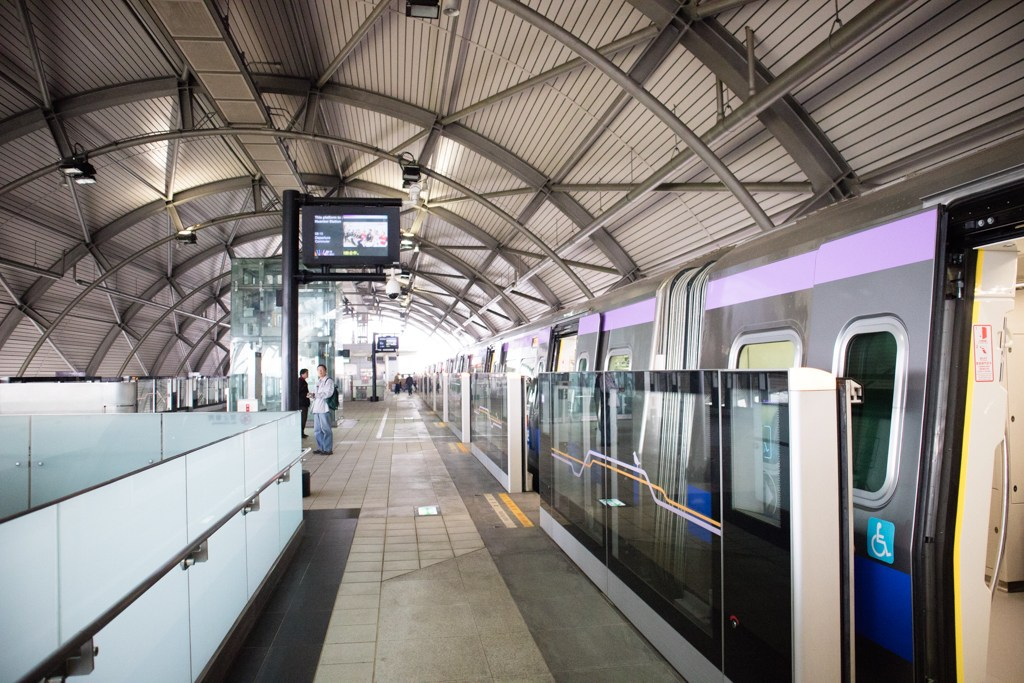
三重站的半高式月台門

- 島式月台：三重[81]:2、機場第一航廈[81]:3、機場旅館[81]:4、環北[81]:4、老街溪[113]:2-3、中壢車站[113]:2-4、建德興豐[114]:11-251、仁德公園[114]:11-251、巧克力[114]:11-251、大湳[114]:11-251、小大湳[114]:11-252、陽明運動公園[114]:11-252、中正大興[114]:11-254、藝文特區[114]:11-254、蘆興埤[114]:11-254、水尾[114]:11-255、蘆竹中正北[114]:11-255、菓林[114]:11-256、坑口[q][114]:11-257、橫山[r][114]:11-256
- 雙島式月台：臺北車站[s][81]:2、新北產業園區[81]:2~3、長庚醫院[81]:3、坑口[t][81]:3、領航[81]:4
- 混合式月台：機場第三航廈[s][81]:3、高鐵桃園站[81]:4
- 側式月台：新莊副都心[81]:3、泰山[81]:3、泰山貴和[81]:3、體育大學[81]:3、林口[81]:3、山鼻[81]:3、機場第二航廈[81]:3、大園[81]:4、橫山[u][81]:4、桃園體育園區[81]:4、興南[81]:4、南竹中正北[114]:11-255
- 側式疊式月台：桃園車站[114]:11-253、景福宮[114]:11-253、中正力行[114]:11-253

桃園捷運全線月臺皆裝置月台門，保障往來人員生命財產安全且避免列車行駛遭受干擾。地下車站設全高式月台門，高架車站設半高式月台門。

#### 附屬事業設施
桃園捷運全線各站設有由桃園捷運公司設置的多元附屬事業設施，包括了能夠以不同形式刊登廣告、提供旅客即時資訊的月台旅客資訊顯示系統；依據各車站周遭地區特性，滿足民眾的購物需求的販賣店；鼓勵轉乘捷運的停車場；以及能夠完成存提款、轉帳、匯款、補摺工作的無人銀行、自動提款機等。

#### 自動收費系統
桃園捷運自動收費系統使用主要設備包括單程票售票機、自動收費閘門、銷售點終端機、售卡及加值機、車票餘額查詢機、現金處理設備、車站電腦系統及中央電腦系統等，其中，考量旅客使用便利性，售卡及加值機、車票餘額查詢機、單程票售票機提供有繁體中文、簡體中文、英文、日文、韓文、德文、印尼文、馬來文、泰文、西班牙文等十種語文，為台灣軌道系統首例。
此外，有別於臺北捷運因應都會區大量人潮及輕便隨身物件特性設置50公分寬驗票閘門，桃園捷運機場線自動收費系統驗票閘門配合旅客行李之通行，一般驗票閘門寬度達70公分。

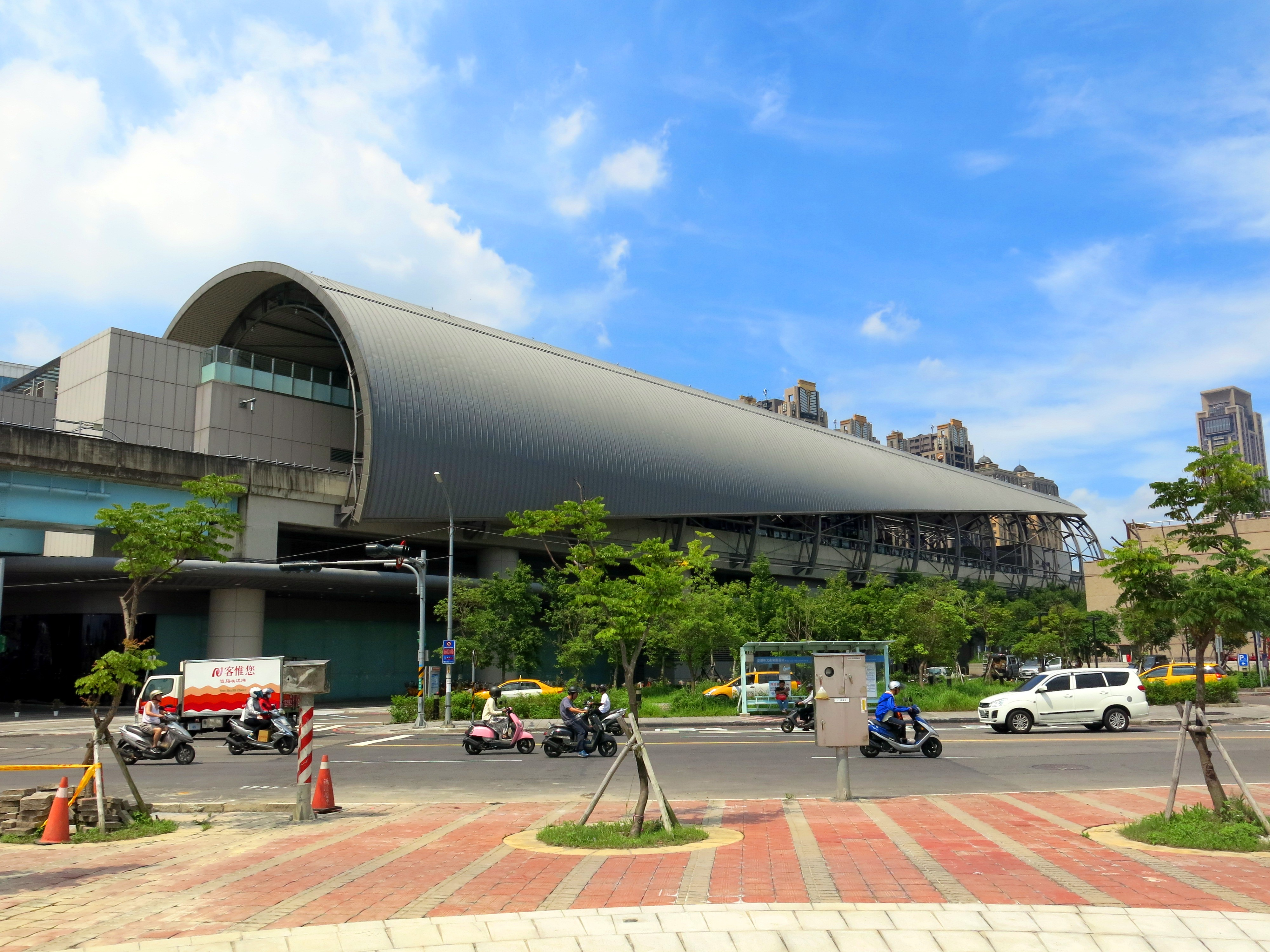
新北產業園區站
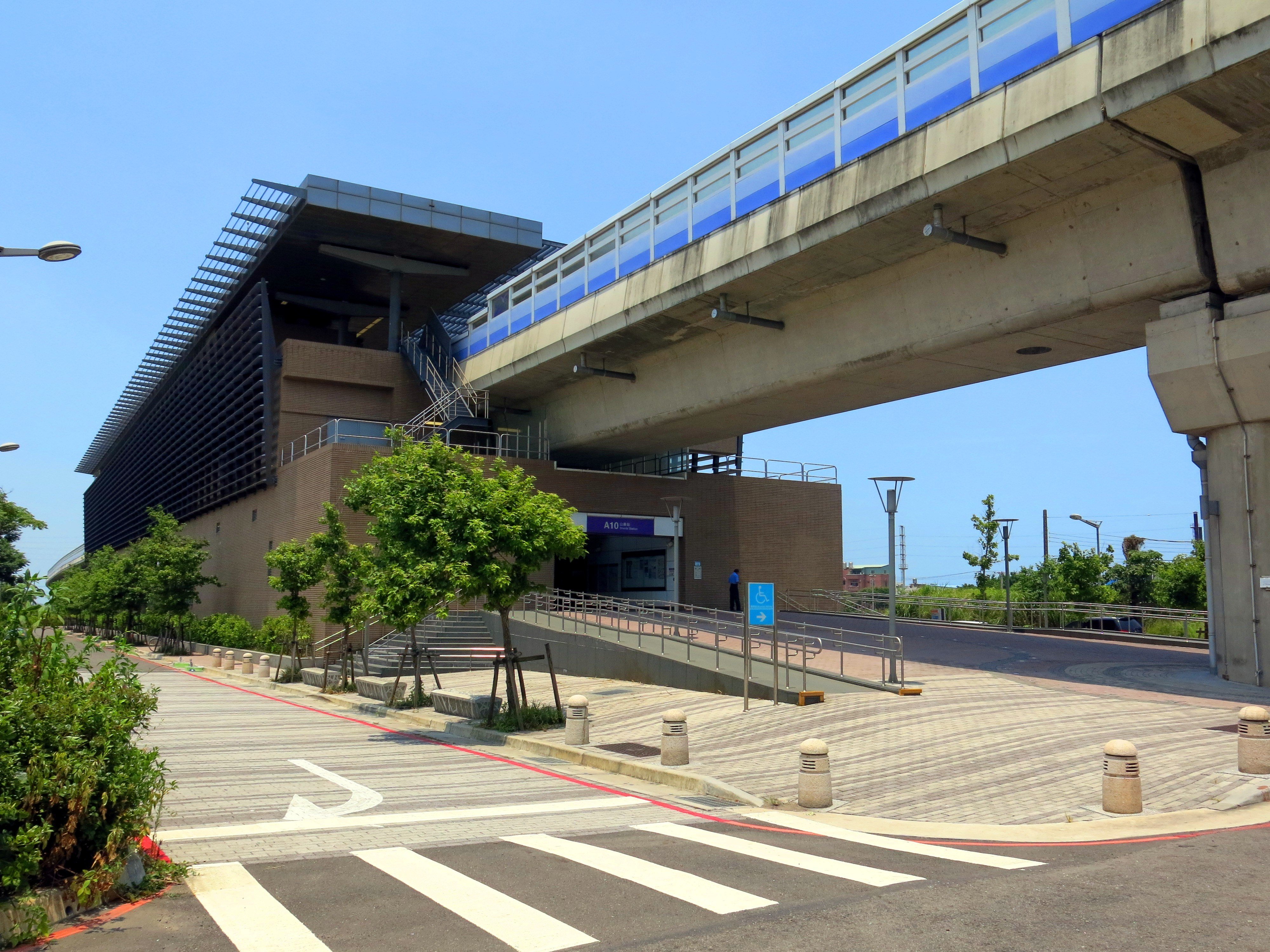
山鼻站
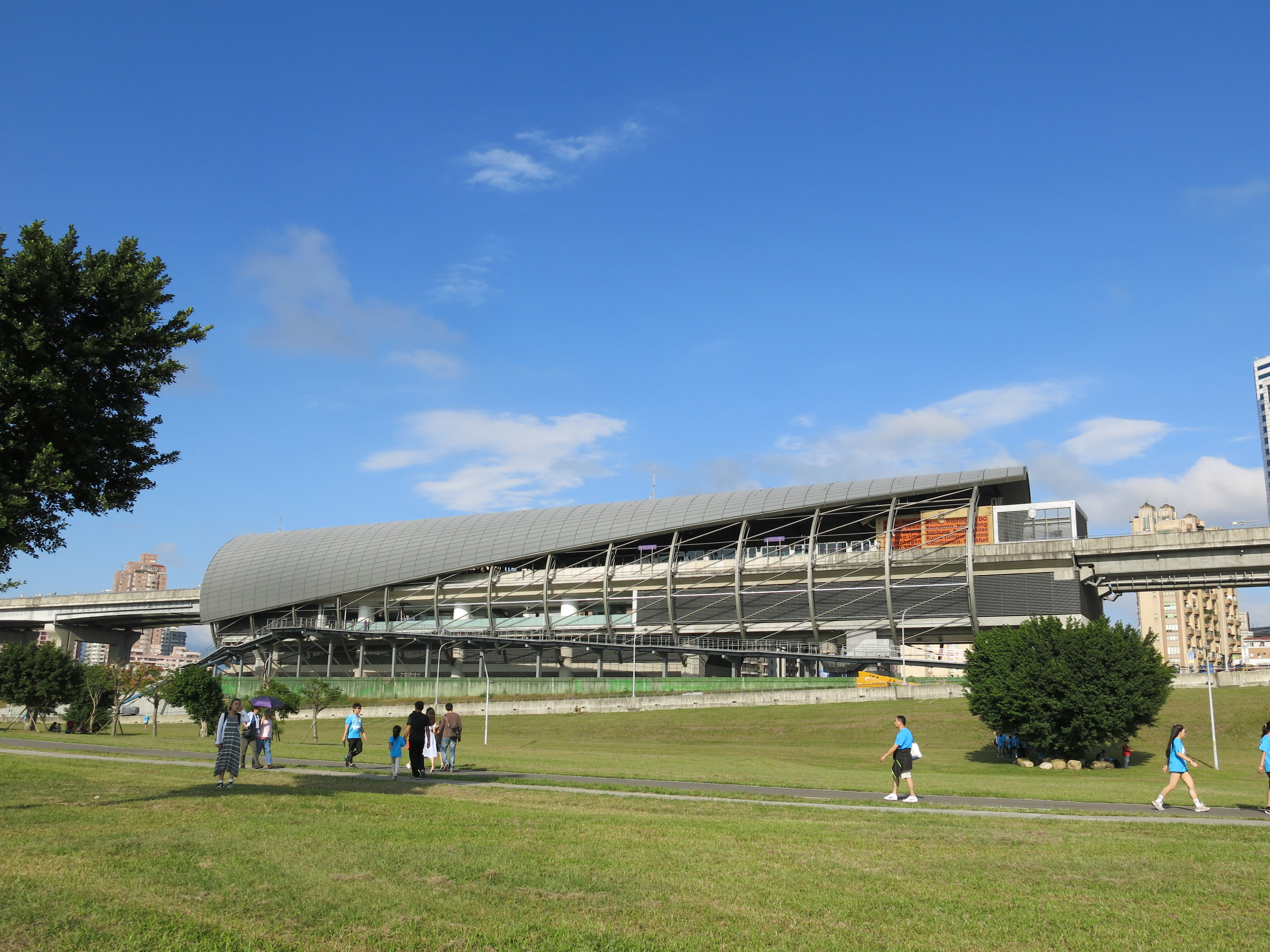
三重站
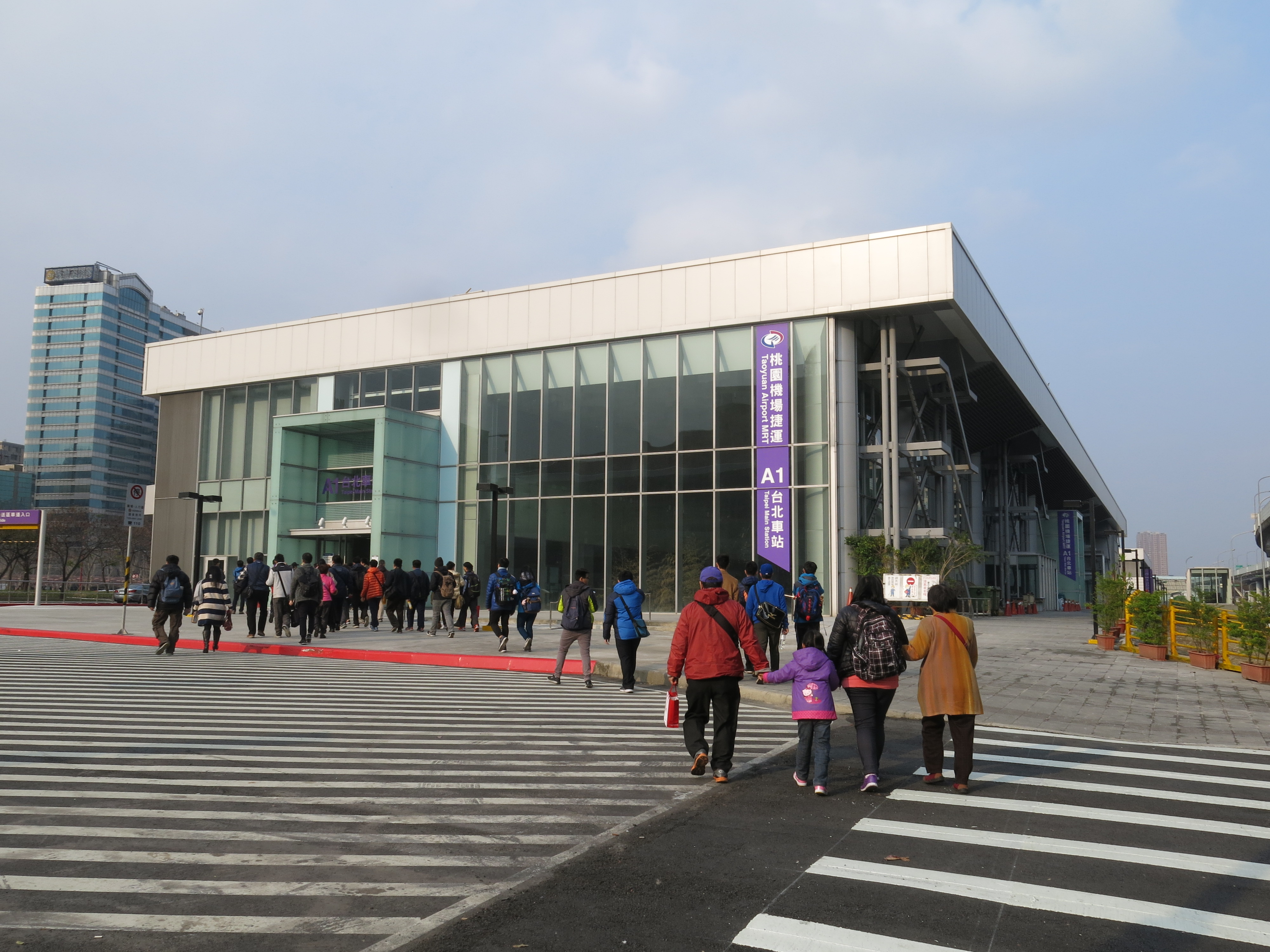
台北車站
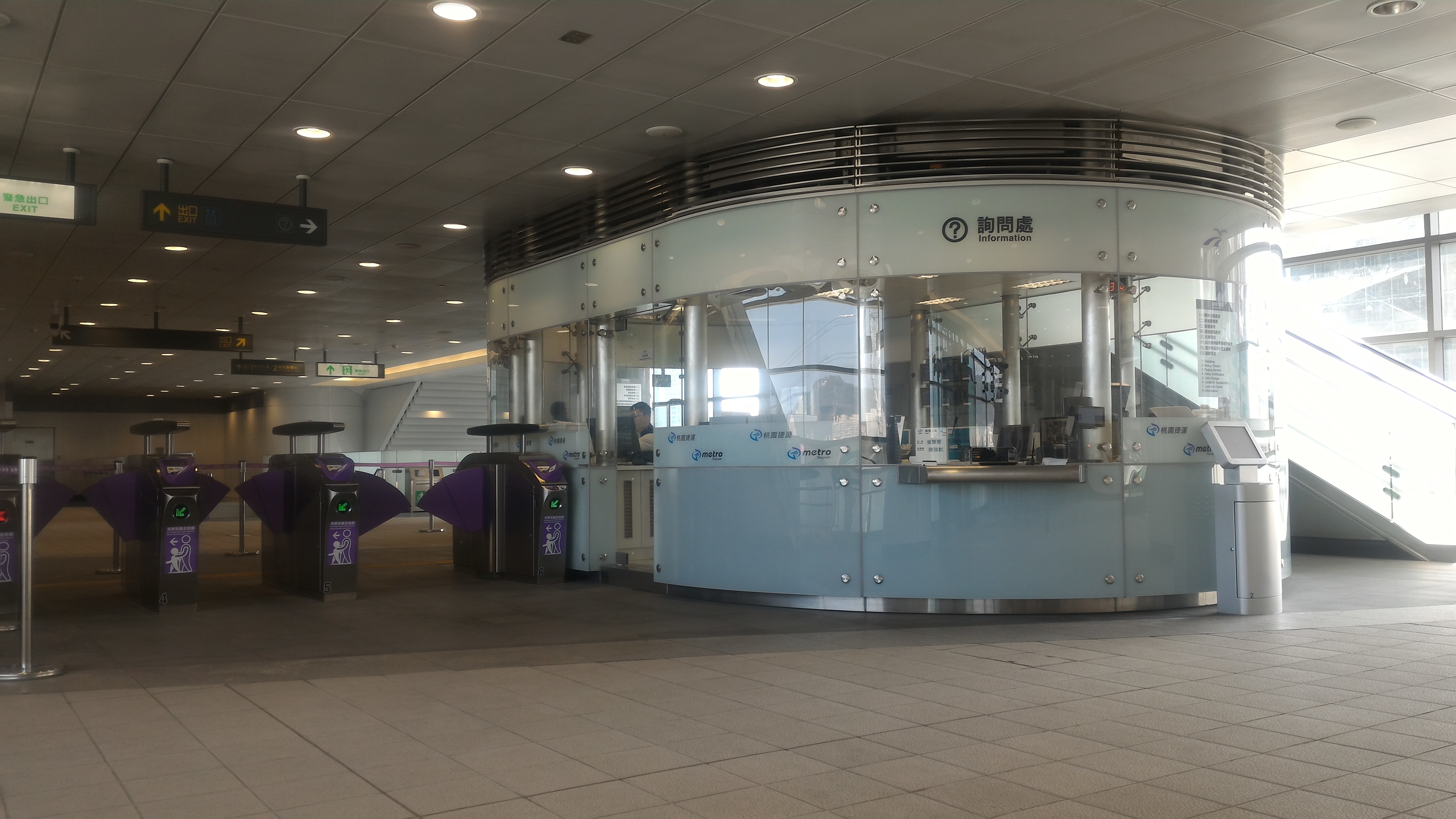
車站內之詢問處
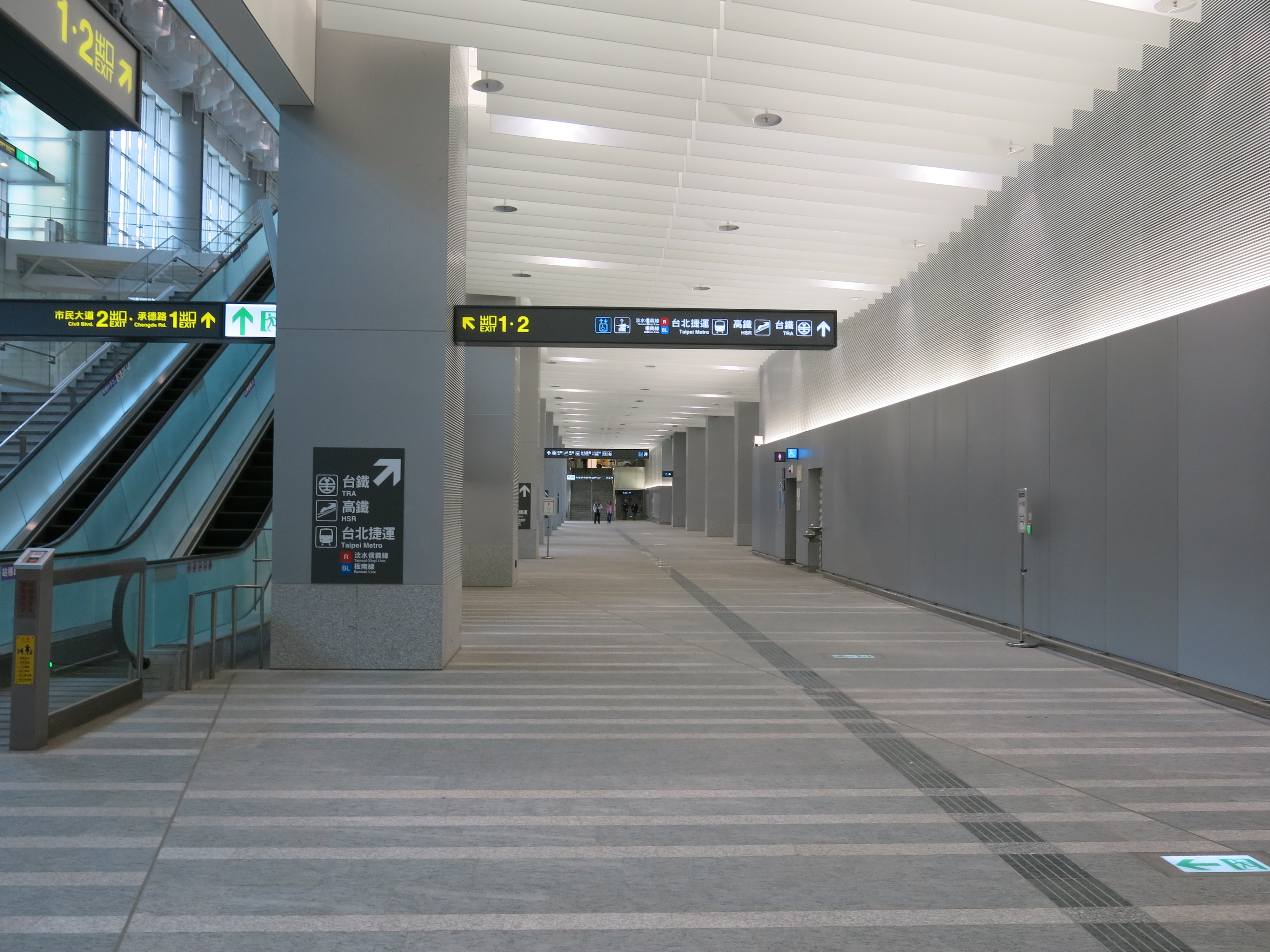
台北車站大廳
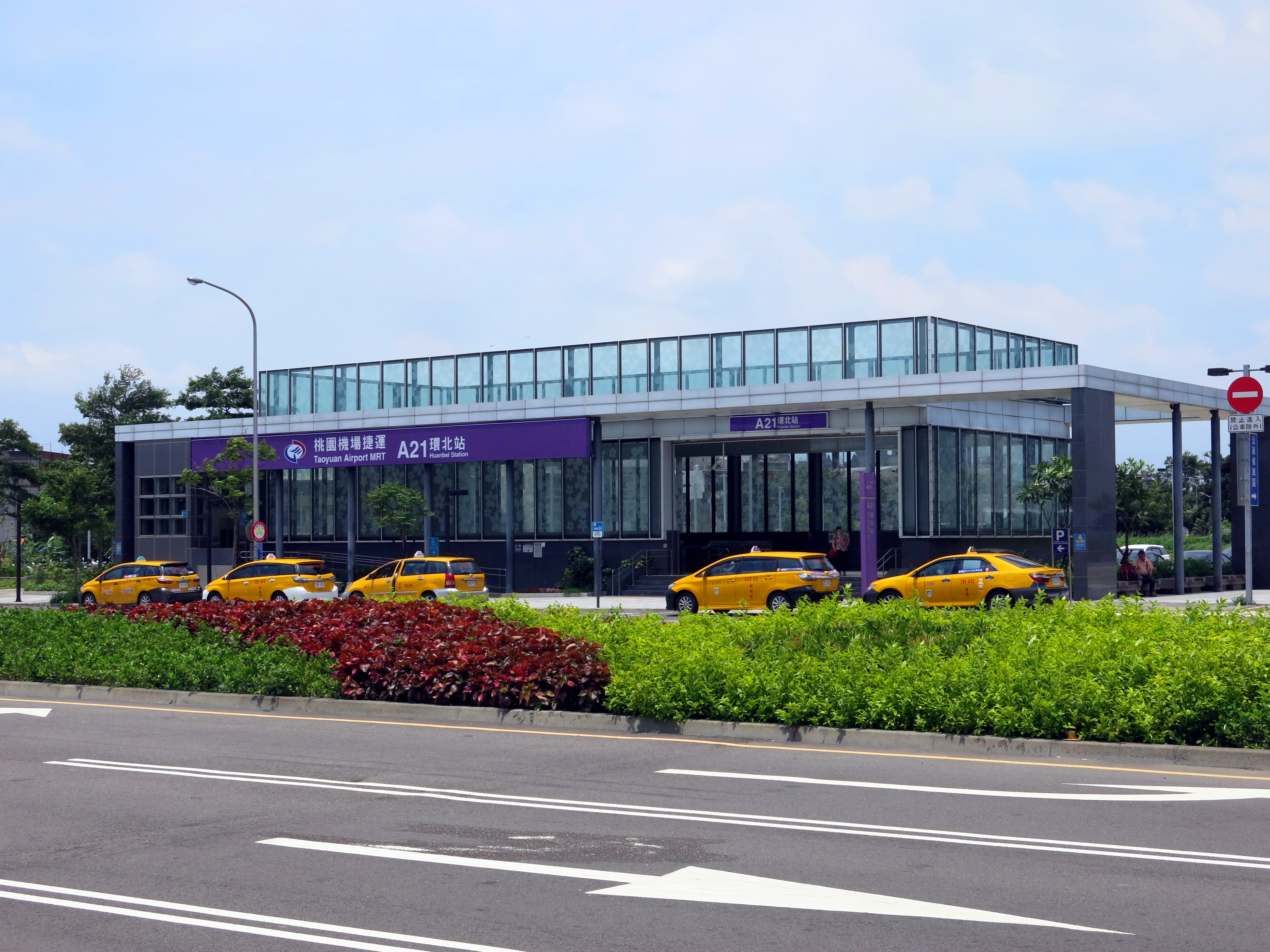
環北站

##### 票價

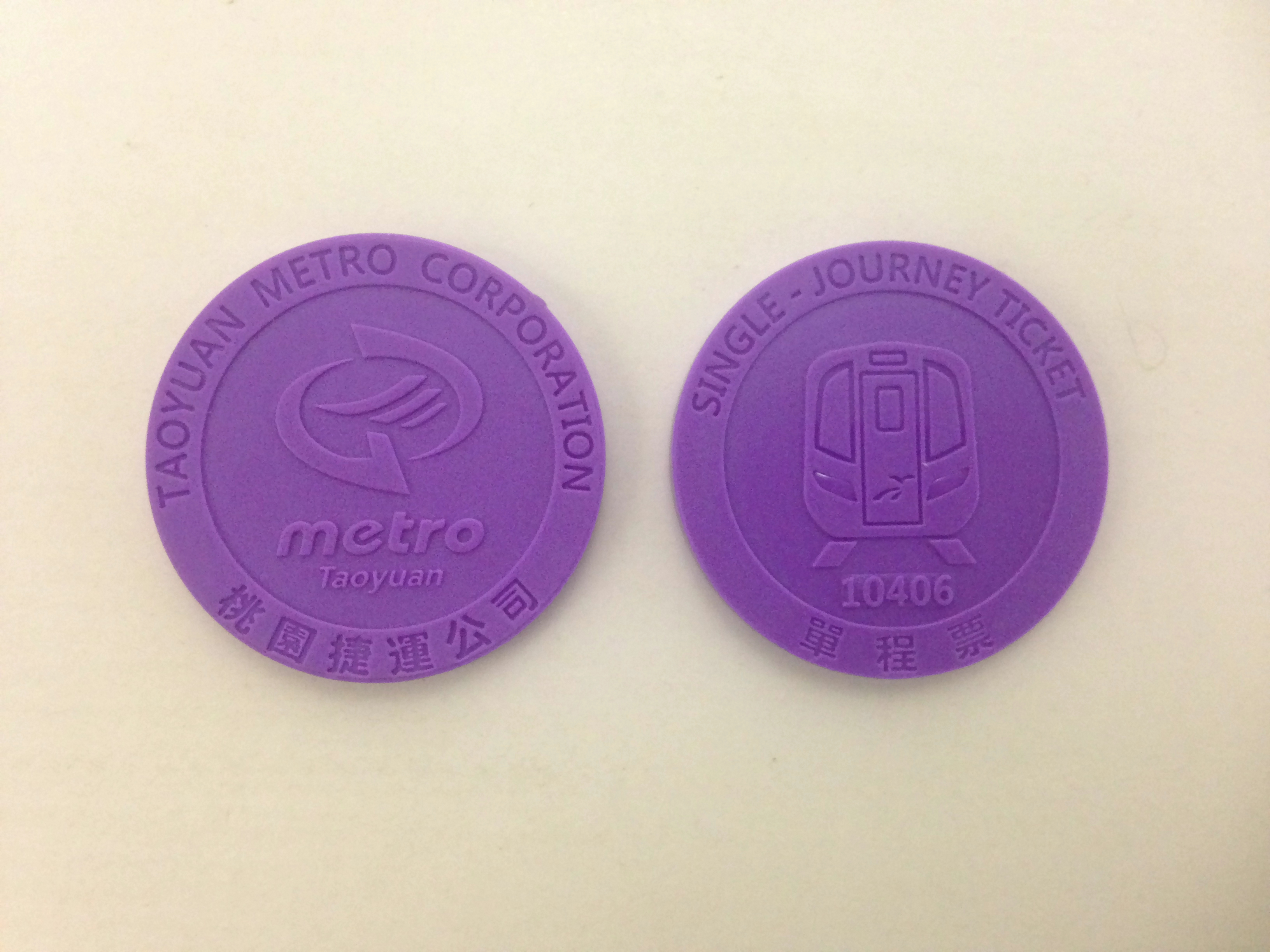
桃園捷運IC代幣單程票

###### 機場線
桃園捷運機場線的票價由桃園市大眾捷運系統票價審議委員會於2016年12月2日所制定，採取普通車、直達車單一票價設計，並提供團體票、定期票等多種優惠方案，票價上限160元、票價下限30元；不過也因該路線較高的費率設計，曾引起爭議。

#### 安全設備
桃園捷運全線均設置各式車站安全設備，包括有於有人（或侵入）軌道及卡入月台等狀況間使用的車站緊急停車按鈕、緊急通話按鈕、電扶梯緊急停止按紐、月台下及月台外的避難空間及各樓層皆有設置的可直達地面的逃生門（或通道）。

### 列車
| 電聯車列表       |      |                |          |      |                    |                |          |          |            |          |                                                                                        |
| 型號             | 圖片 | 製造年份       | 服務路線 | 總數 | 製造廠商           | 編組           | 設計極速 | 營運極速 | 座位（節） | 極限容量 | 特色設施                                                                               |
| 1000型（普通車） |      | 2011年、2015年 | 機場線   | 80輛 | 川崎重工、台灣車輛 | 4輛1列，共20列 | 110km/H  | 100km/H  | 188席      | 1078人   | 旅客資訊系統 、行李架、無線充電座、捷運拉環、自行車停放處                              |
| 2000型（直達車） |      | 2011年         | 機場線   | 55輛 | 川崎重工           | 5輛1列，共11列 | 110km/H  | 100km/H  | 188席      | 855人    | 旅客資訊系統、行李架、個人折疊桌、掛衣架、無線充電座、LED列車停靠顯示系統、USB充電插座 |

#### 安全設備
桃園捷運的1000型電聯車、2000型電聯車均設有列車安全設備，包括設於每扇車門右側的車門內緊急開關把手、每節車廂側面的車外緊急開門把手、駕駛室內的緊急逃生門、交錯設置於車門左側的緊急對講機及車廂兩端的滅火器，2017年5月4日獲得宏致集團、艾多美公司、中保關係企業立遠生醫三家企業捐贈AED，並裝設於機場線全線31台列車第1、4節車廂，以備不時之需。

#### 附屬事業設施
桃園捷運全線各列車設有由桃園捷運公司設置的多元附屬事業設施，包括了能夠以不同形式刊登廣告、提供旅客即時資訊的車廂內影音播放系統。

### 行動通訊
桃園捷運全線、全數列車均設有第四代行動通訊技術標準之通訊、網路服務，同時，全線、全數列車也開全國先例設置設置免費WIFI系統，使乘客不論在地面、地下及列車上，均可無間斷地使用各種網通設備。

## 搭乘運量
下表為各年、月全系統平均日運量。
|        | 一月    | 二月    | 三月    | 四月     | 五月     | 六月     | 七月     | 八月     | 九月     | 十月    | 十一月  | 十二月  | 全年    |        |
| ------ | ------- | ------- | ------- | -------- | -------- | -------- | -------- | -------- | -------- | ------- | ------- | ------- | ------- | ------ |
| 2017年 | 不適用  | 不適用  | 66,715  | 57,431   | 53,075   | 52,485   | 53,358   | 57,981   | 52,379   | 57,652  | 53,890  | 63,706  | 56,867  | 總計   |
| 2018年 | 57,791  | 60,313  | 60,643  | 60,929   | 58,498   | 61,665   | 62,701   | 67,357   | 64,353   | 65,941  | 67,647  | 75,058  | 63,575  | 總計   |
| 成長率 | 不適用  | 不適用  | -9.10%  | +6.09%   | +9.27%   | +17.49%  | +17.51%  | +16.17%  | +22.86%  | +14.38% | +25.53% | +17.82% | +11.80% | 成長率 |
|        |         |         |         |          |          |          |          |          |          |         |         |         |         |        |
| 2019年 | 69,360  | 71,525  | 70,824  | 72,810   | 72,080   | 75,929   | 77,830   | 79,805   | 76,235   | 83,208  | 79,969  | 89,204  | 76,565  | 總計   |
| 成長率 | +20.02% | +18.59% | +16.79% | +19.50%  | +23.22%  | +23.13%  | +24.13%  | +18.48%  | +18.46%  | +26.19% | +18.22% | +18.85% | +20.43% | 成長率 |
|        |         |         |         |          |          |          |          |          |          |         |         |         |         |        |
| 2020年 | 82,810  | 58,868  | 40,737  | 33,621   | 37,933   | 43,162   | 48,160   | 53,257   | 51,550   | 51,720  | 51,668  | 53,423  | 50,576  | 總計   |
| 成長率 | +19.39% | -17.70% | -42.48% | -53.82%  | -47.37%  | -43.15%  | -38.12%  | -33.27%  | -32.38%  | -37.84% | -35.39% | -40.11% | -33.94% | 成長率 |
|        |         |         |         |          |          |          |          |          |          |         |         |         |         |        |
| 2021年 | 46,793  | 41,855  | 49,168  | 50,673   | 27,172   | 14,197   | 18,872   | 29,476   | 33,598   | 42,215  | 46,668  | 51,258  | 37,662  | 總計   |
| 成長率 | -43.49% | -28.90% | +20.70% | +50.72%  | -28.37%  | -67.11%  | -60.81%  | -44.65%  | -34.82%  | -18.38% | -9.68%  | -4.05%  | -25.53% | 成長率 |
|        |         |         |         |          |          |          |          |          |          |         |         |         |         |        |
| 2022年 | 40,012  | 39,098  | 47,692  | 39,609   | 30,877   | 36,888   | 44,951   | 48,920   | 48,863   | 53,097  | 61,492  | 72,154  | 47,039  | 總計   |
| 成長率 | -14.49% | -6.59%  | -3.00%  | -21.83%  | +13.64%  | +159.83% | +138.19% | +65.97%  | +45.43%  | +25.78% | +31.76% | +40.77% | +24.90% | 成長率 |
|        |         |         |         |          |          |          |          |          |          |         |         |         |         |        |
| 2023年 | 69,207  | 74,697  | 78,160  | 79,755   | 80,102   | 84,347   | 92,396   | 100,574  | 100,648  | 104,648 | 107,033 | 109,808 | 90,210  | 總計   |
| 成長率 | +72.97% | +91.05% | +63.88% | +101.36% | +159.42% | +128.66% | +105.55% | +105.59% | +105.98% | +97.09% | +74.06% | +52.19% | +91.78% | 成長率 |
|        |         |         |         |          |          |          |          |          |          |         |         |         |         |        |
| 2024年 | 107,359 | 107,957 | 113,774 | 109,348  | 111,176  | 112,685  | 108,788  | 117,207  | 115,602  | 113,311 | 125,923 | 130,532 | 114,472 | 總計   |
| 成長率 | +55.13% | +44.53% | +45.57% | +37.10%  | +38.79%  | +33.60%  | +17.74%  | +16.45%  | +14.86%  | +8.28%  | +17.65% | +18.87% | +26.90% | 成長率 |
|        |         |         |         |          |          |          |          |          |          |         |         |         |         |        |
| 2025年 | 117,976 | 148,634 | 125,347 | 125,655  | 122,382  | 123,543  | 122,431  |          |          |         |         |         |         | 總計   |
| 成長率 | +9.89%  | +37.68% | +10.17% | +14.91%  | +10.08%  | +9.64%   | +12.54%  |          |          |         |         |         |         | 成長率 |

## 相關事件
通車延宕引發求償
2013年5月8日交通部高速鐵路工程局局長朱旭宣布桃園國際機場捷運將3度延後且延後至少兩年兩個月後通車，遂引起各界譁然，重挫中央政府形象，也造成地方政府財務損失。為此桃園大眾捷運股份有限公司董事長李朝枝（兼任桃園縣副縣長）於公開場合表示「桃園國際機場捷運延後通車，將造成公司人事、營運、票務的損失預估為新臺幣28億元，將向交通部請求補償，更不排除請中央政府接管桃園捷運公司，直到可以營運再還給桃園縣政府經營」，交通部高速鐵路工程局代理局長表示願意繼續與桃園縣政府溝通、協調。
2013年5月15日時任中華民國交通部部長葉匡時於立法院交通委員會接受立法委員羅淑蕾質詢時指出，桃園捷運公司年餘前已停止招募人員，且百餘人已開始進行教育訓練，並非無事可做。對於桃園縣政府的求償，他則表示會一併向丸紅公司求償。桃園國際機場捷運ME01（E）標承包商之一的日商丸紅公司則認為，桃園國際機場捷運延後是因土建工程落後才導致其承攬的的機電工程延後，且是高速鐵路工程局主動將工期延後，與其並無直接關係。
事隔兩年後，桃園市議員劉仁照、彭俊豪於2015年6月4日質詢時再次質疑桃園國際機場捷運延後通車、求償28億元的問題，桃園市市長鄭文燦回應於桃園國際機場捷運移交時，會爭取一併將這筆款項結清。他並解釋道，該線是橫跨臺北市、新北市、桃園市的捷運路線，市政府按照該線路段比例出資，總投資30億元，未來要求臺北市、新北市增資的可能性不大，因此會盡量向中央政府求償。2015年10月29日時任交通部部長陳建宇在立法院接受立法委員葉宜津質詢時表示交通部將向廠商索賠50億元。2015年12月21日因應桃園國際機場捷運延後3個月通車，桃園捷運公司再求償4.21億元。2016年3月5日在桃園國際機場捷運第6度延宕後，交通部高速鐵路工程局決定依合約求償25億元、沒收履約保證金19億元等，共向日商丸紅公司求償72億元。2016年4月28日，桃園捷運公司董事長何煖軒表示，如果再不通車，桃園捷運公司將於2017年底破產，他指出，桃園捷運公司每年營運成本約10億元，因桃園捷運通車7次延宕已損失34億元，將向中央政府求償。2016年4月，桃園市長鄭文燦與交通部長陳建宇簽署備忘錄，交通部同意補償桃園捷運公司因通車延後造成的所有損失。

## 外部連結
- 桃園捷運公司 （页面存档备份，存于）（繁體中文）、（英文）、（日語）、
- 桃園捷運出口查詢|捷近 （页面存档备份，存于） 查詢最近的捷運站出口到目的地
- 桃園捷運官方Facebook粉絲團 （页面存档备份，存于）
- 桃園市政府捷運工程局 （页面存档备份，存于）
- 交通部鐵道局 （页面存档备份，存于）